# مقاطعة غوف (كانساس)
مقاطعة غوف (بالإنجليزية: Gove County)‏ هي إحدى المقاطعات في ولاية كانساس، الولايات المتحدة الأمريكية.

## معرض صور

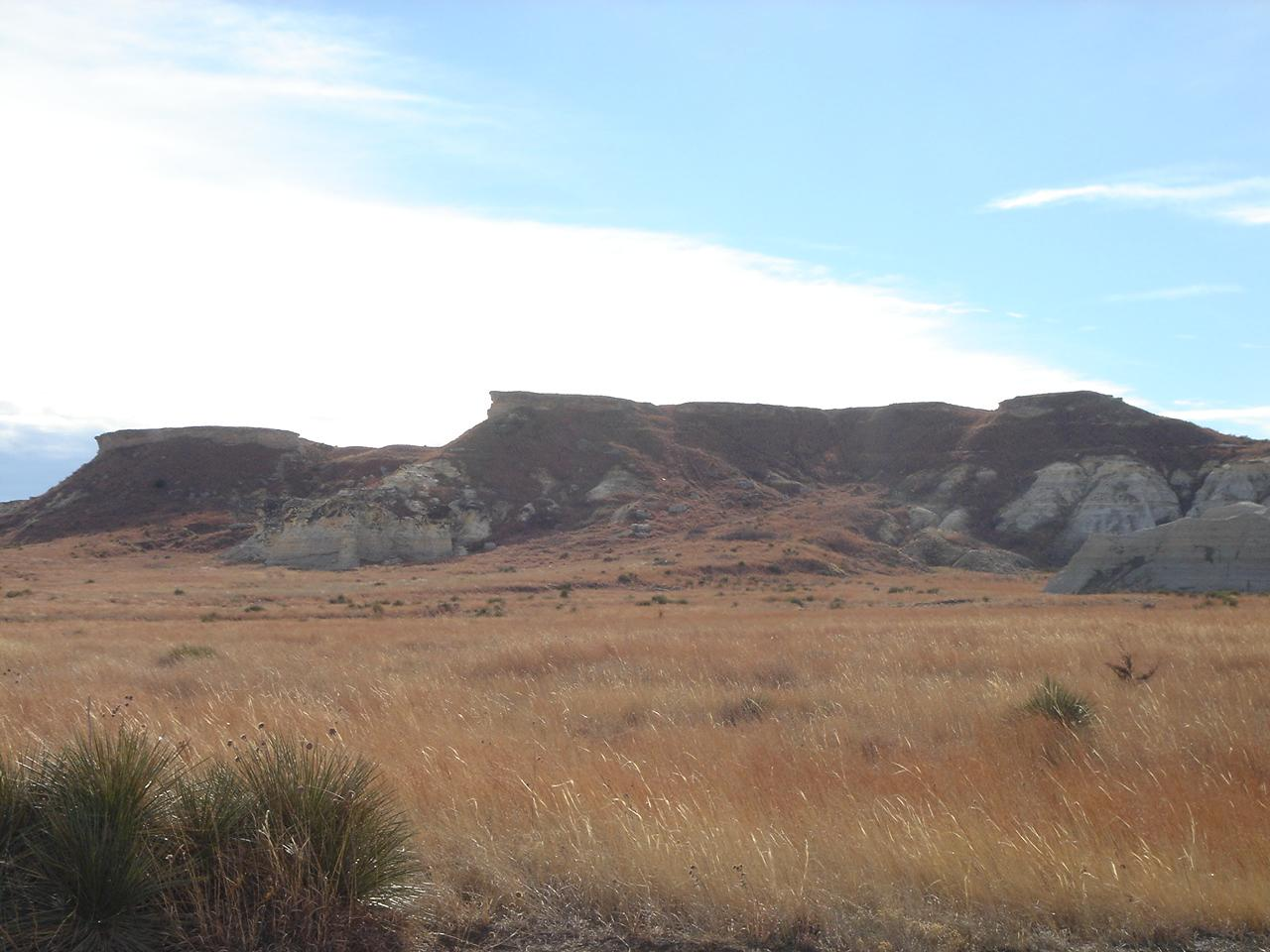
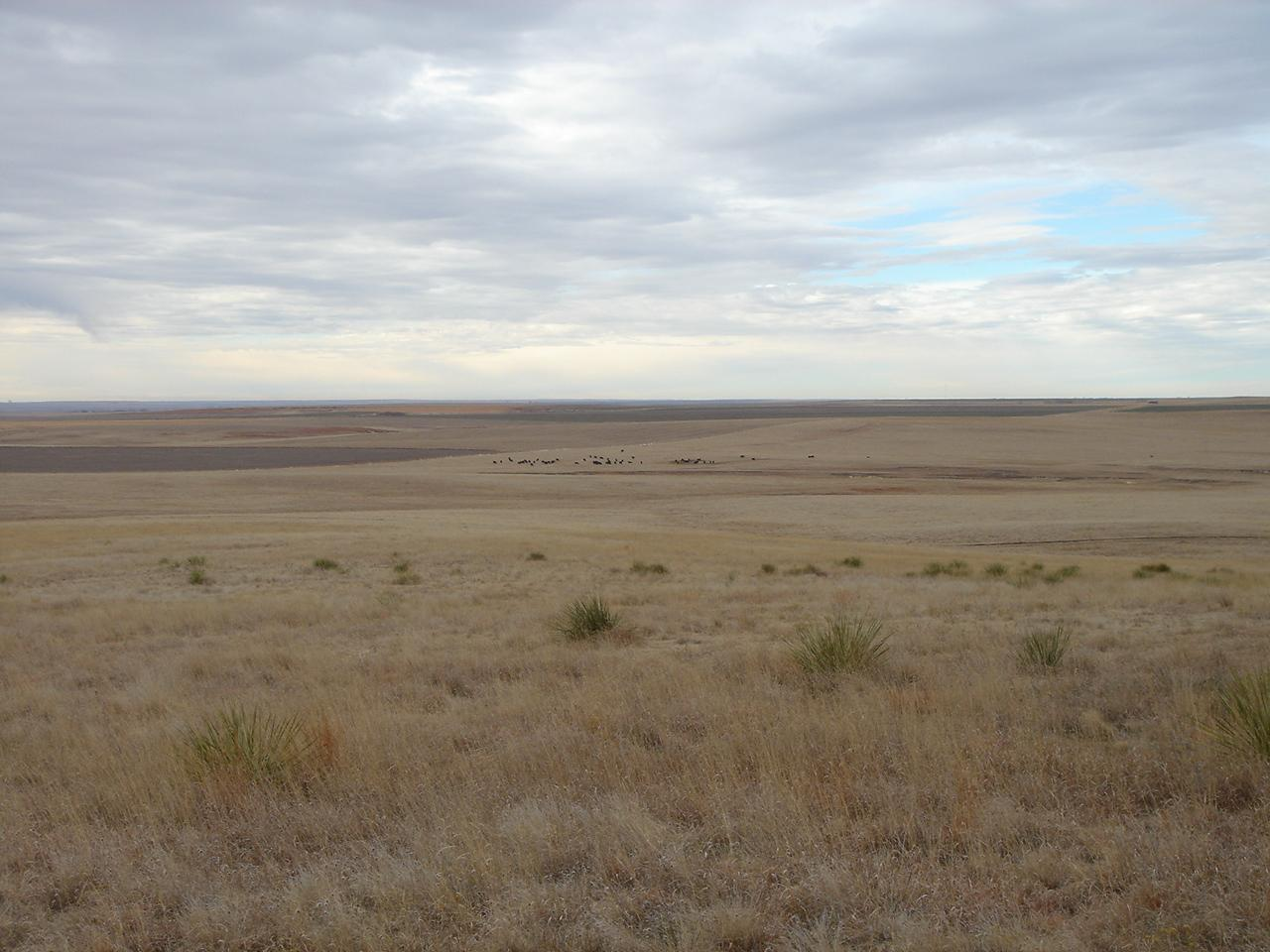
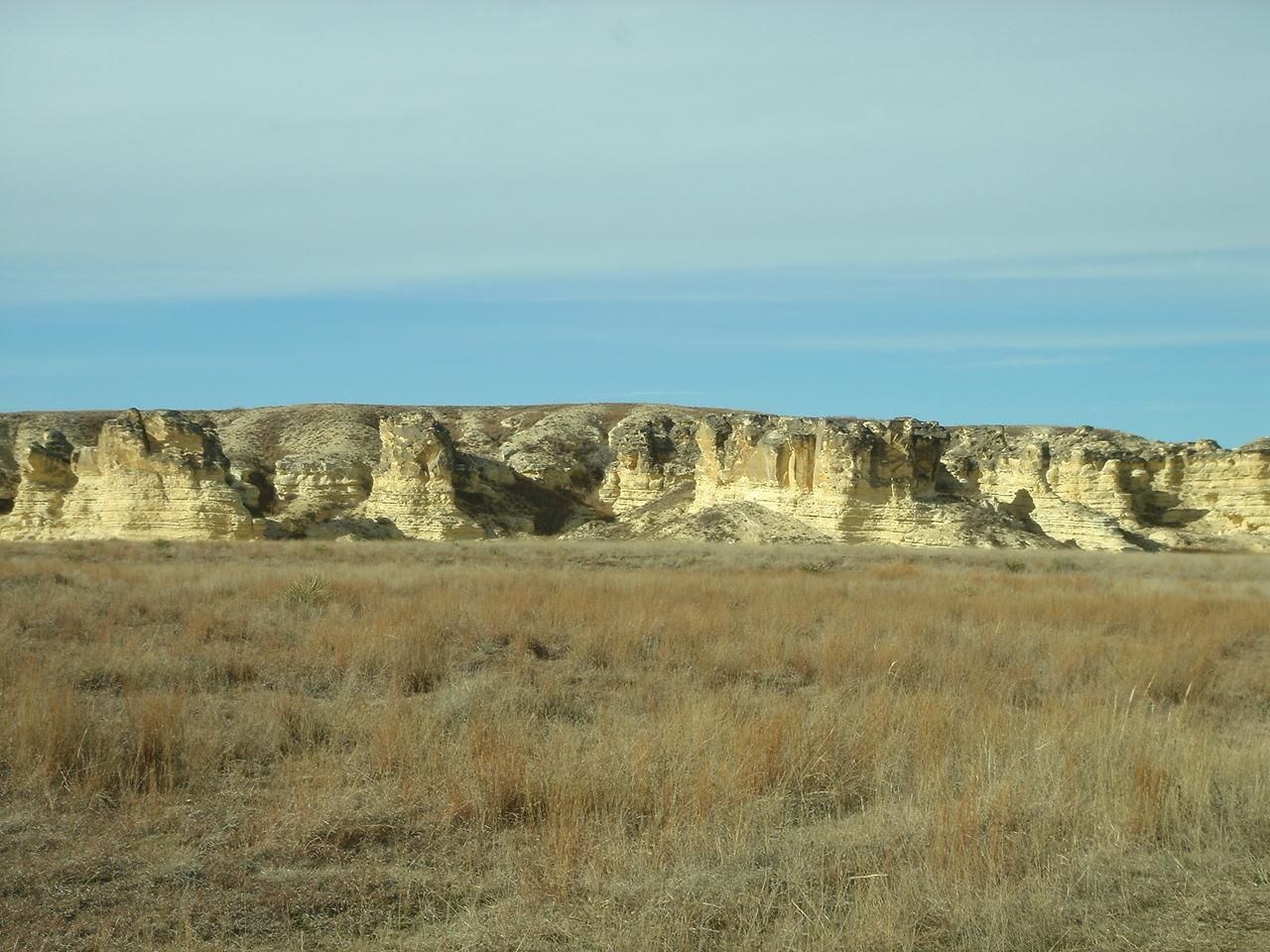
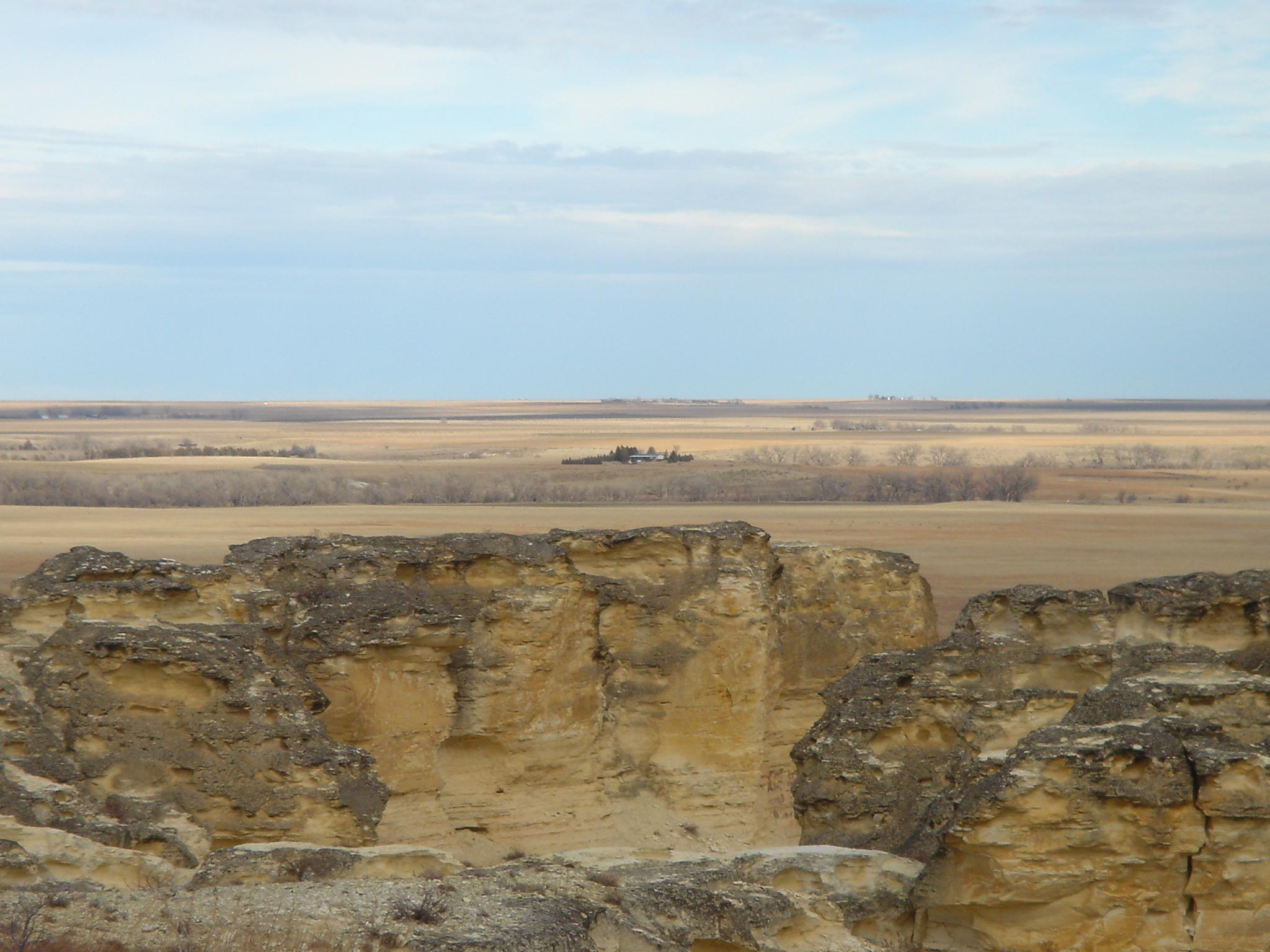
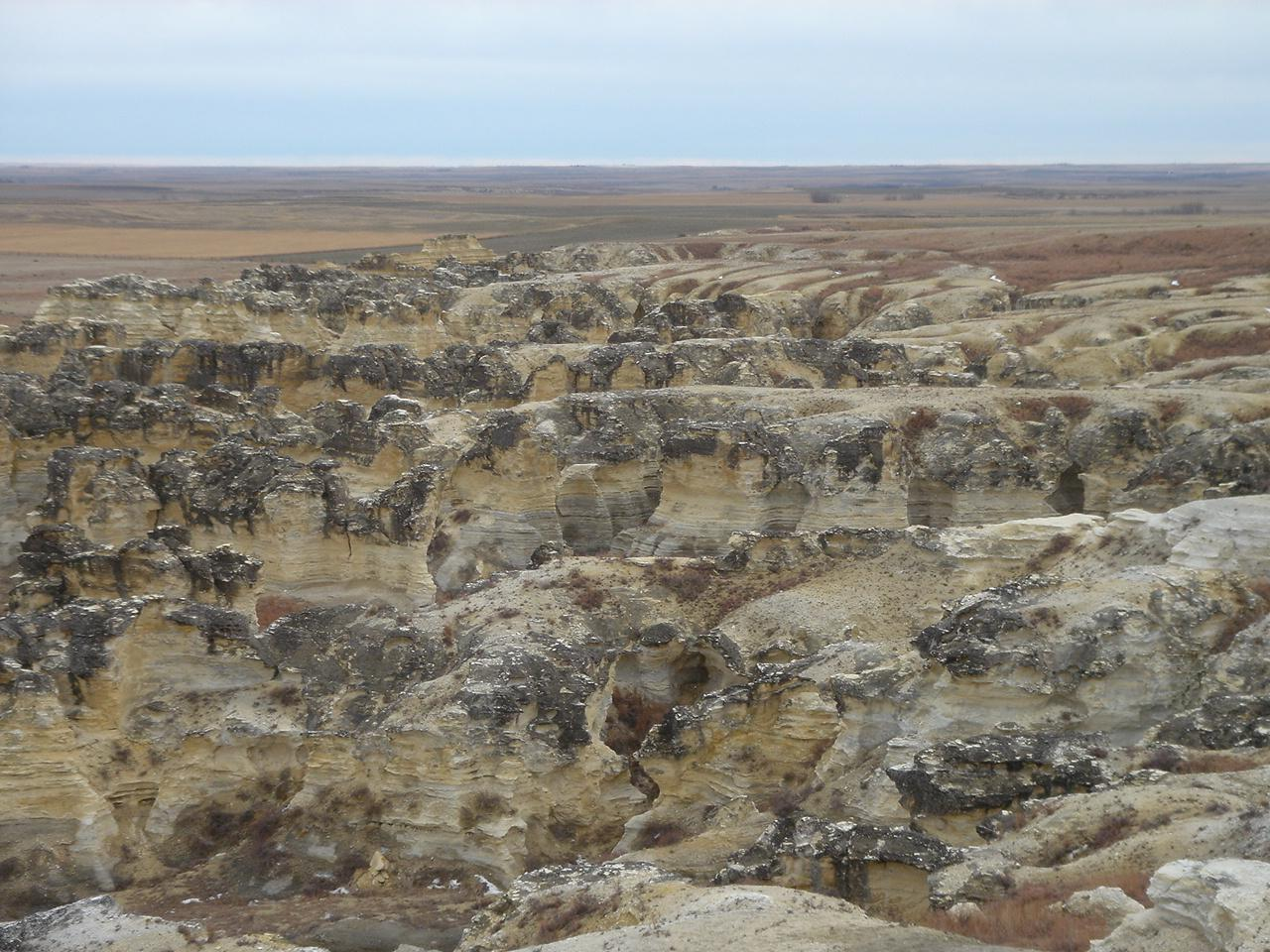
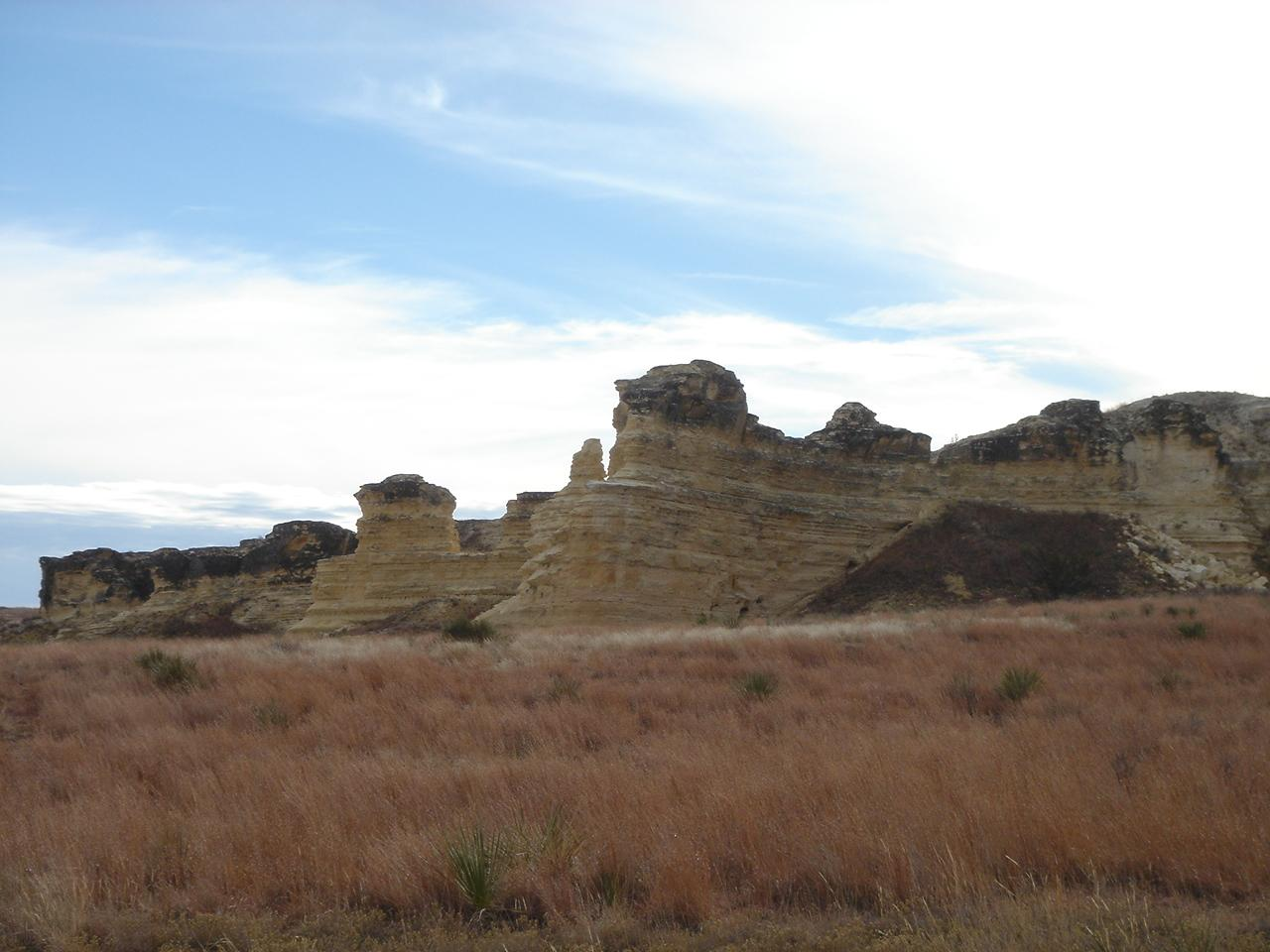